# Podomyrma pulchella
Podomyrma pulchella é uma espécie de formiga do gênero Podomyrma, pertencente à subfamília Myrmicinae.